# Quechua lamista
El quechua lamista (llakwash) es una variedad de quechua hablada en la provincia de Lamas en el departamento de San Martín, y en algunos pueblos a orillas del río Huallaga. El lamista forma parte de las rama Chinchay septentrional de la familia de lenguas quechua, junto  con el quechua chachapoyano, el kichwa del Ecuador y el ingano.
Como el quechua cajamarquino y el antiguo quechua general o lingua franca del Tawantinsuyu, conoce el quechua lamista la sonorización después de un sonido nasal. 
- Tanta [tanda]: «pan»
- Wanpu [wambu]: «barca»
- Shunku [ʃuŋgu]: «corazón»

Igual que los demás quechuas norteños de la rama Chinchay, el lamista ha fusionado el fonema oclusivo uvular */q/ al velar /k/.